# 原一民
原 一民（、1931年〈昭和6年〉12月11日 - ）は日本映画の撮影監督。本名は広原 一民（）。東京都新宿区大久保出身。

## 経歴
1953年に東京写真短期大学を卒業し東宝の撮影助手として入社。1969年に映画『死ぬにはまだ早い』で撮影技師へ昇格する。以後、黒澤明、今井正、出目昌伸らの監督作品で撮影を務めた。
本編撮影を務めた映画『ゴジラ』（1984年版）では、従来の東宝特撮映画は本編が特撮に押されていると考え、特技監督の中野昭慶と打ち合わせを密に行い、本編と特撮を対等に作ることを目指した。

## 映画
| 公開年月日     | 作品名                            | 制作（配給）                         | 役職     |
| -------------- | --------------------------------- | ------------------------------------ | -------- |
| 1954年4月26日  | 七人の侍                          | 東宝                                 | 撮影助手 |
| 1955年11月22日 | 生きものの記録                    | 東宝                                 | 撮影助手 |
| 1958年12月28日 | 隠し砦の三悪人                    | 東宝                                 | 撮影助手 |
| 1961年4月25日  | 用心棒                            | 東宝 黒澤プロダクション （東宝）     | 撮影助手 |
| 1962年1月1日   | 椿三十郎                          | 東宝 黒澤プロダクション （東宝）     | 撮影助手 |
| 1963年3月1日   | 天国と地獄                        | 東宝 黒澤プロダクション （東宝）     | 撮影助手 |
| 1965年4月3日   | 赤ひげ                            | 東宝 黒澤プロダクション （東宝）     | 撮影助手 |
| 1969年6月14日  | 死ぬにはまだ早い                  | 東宝                                 | 撮影     |
| 1969年7月12日  | ハーイ!ロンドン                   | 東京映画 渡辺プロダクション （東宝） | 撮影     |
| 1969年11月1日  | 日本一の断絶男                    | 東宝 渡辺プロダクション （東宝）     | 撮影     |
| 1970年4月4日   | 豹は走った                        | 東宝 （東宝）                        | 撮影     |
| 1970年7月4日   | 悪魔が呼んでいる                  | 東宝 （東宝）                        | 撮影     |
| 1970年7月4日   | 幽霊屋敷の恐怖 血を吸う人形       | 東宝 （東宝）                        | 撮影     |
| 1971年1月9日   | 若大将対青大将                    | 東宝 （東宝）                        | 撮影     |
| 1971年4月1日   | 誰のために愛するか                | 東宝 （東宝）                        | 撮影     |
| 1972年4月5日   | ヘアピン・サーカス                | 東京映画 （東宝）                    | 撮影     |
| 1972年4月5日   | 薔薇の標的                        | 東京映画 （東宝）                    | 撮影     |
| 1973年2月10日  | 卒業旅行 Little Adventure         | 東宝映画 （東宝）                    | 撮影     |
| 1973年7月7日   | 忍ぶ糸                            | 東宝映画 俳優座 （東宝）             | 撮影     |
| 1974年4月6日   | 神田川                            | 東宝 国際放映                        | 撮影     |
| 1974年7月20日  | 血を吸う薔薇                      | 東宝映像 俳優座 （東宝）             | 撮影     |
| 1974年11月2日  | 沖田総司                          | 東宝映画 俳優座 （東宝）             | 撮影     |
| 1974年12月28日 | エスパイ                          | 東宝映像 （東宝）                    | 撮影     |
| 1975年3月15日  | アグネスからの贈りもの            | 東宝映像 俳優座 （東宝）             | 撮影     |
| 1975年9月6日   | 動脈列島                          | 東京映画 （東宝）                    | 撮影     |
| 1976年10月23日 | 星と嵐                            | 東京映画 M・M・C （東宝）            | 撮影     |
| 1976年10月23日 | あにいもうと                      | 東宝映画 （東宝）                    | 撮影     |
| 1979年1月20日  | 子育てごっこ                      | 五月舎 俳優座 （独立映画センター）   | 撮影     |
| 1979年11月3日  | 遠い明日                          | 東宝映画 （東宝）                    | 撮影     |
| 1979年11月3日  | 神様なぜ愛にも国境があるの        | 東宝映画 （東宝）                    | 撮影     |
| 1981年7月11日  | ブルージーンズ メモリー           | 東宝映画 （東宝）                    | 撮影     |
| 1981年7月21日  | 裸の大将放浪記 山下清物語         | 現代ぷろだくしょん                   | 撮影     |
| 1982年6月12日  | ひめゆりの塔                      | 芸苑社 （東宝）                      | 撮影     |
| 1982年10月23日 | ユッコの贈りもの コスモスのように | 現代ぷろだくしょん （共同映画）      | 撮影     |
| 1984年3月17日  | さよならジュピター                | 東宝映画 イオ （東宝）               | 撮影     |
| 1984年11月10日 | しのぶの明日                      | 活人堂シネマ （日本ヘラルド映画）    | 撮影     |
| 1984年12月15日 | ゴジラ                            | 東宝映画 （東宝）                    | 撮影     |
| 1985年10月26日 | 想い出を売る店                    | サンリオ                             | 撮影     |
| 1988年7月23日  | 優駿 ORACION                      | フジテレビ 仕事 （東宝）             | 撮影     |
| 1990年5月25日  | 夢                                | 黒澤プロダクション （東宝）          | 撮影協力 |
| 1995年6月3日   | きけ、わだつみの声 Last Friends   | 東映 バンダイ                        | 撮影     |

## 受賞歴
- 1971年 - 三浦賞
- 1973年 - 富士フイルム映画技術賞、日本映画技術賞奨励賞
- 1980・1987年 日本テレビ部門技術賞
- 1989年・1996年日本アカデミー賞撮影賞
- 2005年 - 文化庁映画部門功労賞
- 2012年 - 日本映画テレビ技術協会第4回 栄誉賞